# Villiers-Louis
Pour les articles homonymes, voir Villiers.
Villiers-Louis (prononcé [vijɛʁ]) est une commune française située dans le département de l'Yonne en région Bourgogne-Franche-Comté.
Ses habitants sont appelés les Villiersois.

## Géographie

### Climat
Pour des articles plus généraux, voir Climat de la Bourgogne-Franche-Comté et Climat de l'Yonne.
En 2010, le climat de la commune est de type climat océanique dégradé des plaines du Centre et du Nord, selon une étude du Centre national de la recherche scientifique s'appuyant sur une série de données couvrant la période 1971-2000. En 2020, Météo-France publie une typologie des climats de la France métropolitaine dans laquelle la commune est exposée à un climat océanique altéré et est dans la région climatique  Nord-est du bassin Parisien, caractérisée par un ensoleillement médiocre, une pluviométrie moyenne régulièrement répartie au cours de l’année et un hiver froid (3 °C). 
Pour la période 1971-2000, la température annuelle moyenne est de 11 °C, avec une amplitude thermique annuelle de 15,9 °C. Le cumul annuel moyen de précipitations est de 787 mm, avec 12,3 jours de précipitations en janvier et 7,5 jours en juillet. Pour la période 1991-2020, la température moyenne annuelle observée sur la station météorologique de Météo-France la plus proche, « Sens », sur la commune de Sens à 9 km à vol d'oiseau, est de 11,9 °C et le cumul annuel moyen de précipitations est de 644,7 mm. 
La température maximale relevée sur cette station est de 42,4 °C, atteinte le 25 juillet 2019 ; la température minimale est de −22,6 °C, atteinte le 14 février 1956,,. 
Les paramètres climatiques de la commune ont été estimés pour le milieu du siècle (2041-2070) selon différents scénarios d'émission de gaz à effet de serre à partir des nouvelles projections climatiques de référence DRIAS-2020. Ils sont consultables sur un site dédié publié par Météo-France en novembre 2022.

## Urbanisme

### Typologie
Au 1er janvier 2024, Villiers-Louis est catégorisée commune rurale à habitat dispersé, selon la nouvelle grille communale de densité à sept niveaux définie par l'Insee en 2022.
Elle est située hors unité urbaine. Par ailleurs la commune fait partie de l'aire d'attraction de Sens, dont elle est une commune de la couronne,. Cette aire, qui regroupe 65 communes, est catégorisée dans les aires de 50 000 à moins de 200 000 habitants,.

### Occupation des sols
L'occupation des sols de la commune, telle qu'elle ressort de la base de données européenne d’occupation biophysique des sols Corine Land Cover (CLC), est marquée par l'importance des territoires agricoles (77,1 % en 2018), une proportion sensiblement équivalente à celle de 1990 (77,4 %). La répartition détaillée en 2018 est la suivante : 
terres arables (68,4 %), forêts (20,3 %), zones agricoles hétérogènes (8,7 %), zones urbanisées (2,6 %). L'évolution de l’occupation des sols de la commune et de ses infrastructures peut être observée sur les différentes représentations cartographiques du territoire : la carte de Cassini (XVIIIe siècle), la carte d'état-major (1820-1866) et les cartes ou photos aériennes de l'IGN pour la période actuelle (1950 à aujourd'hui).

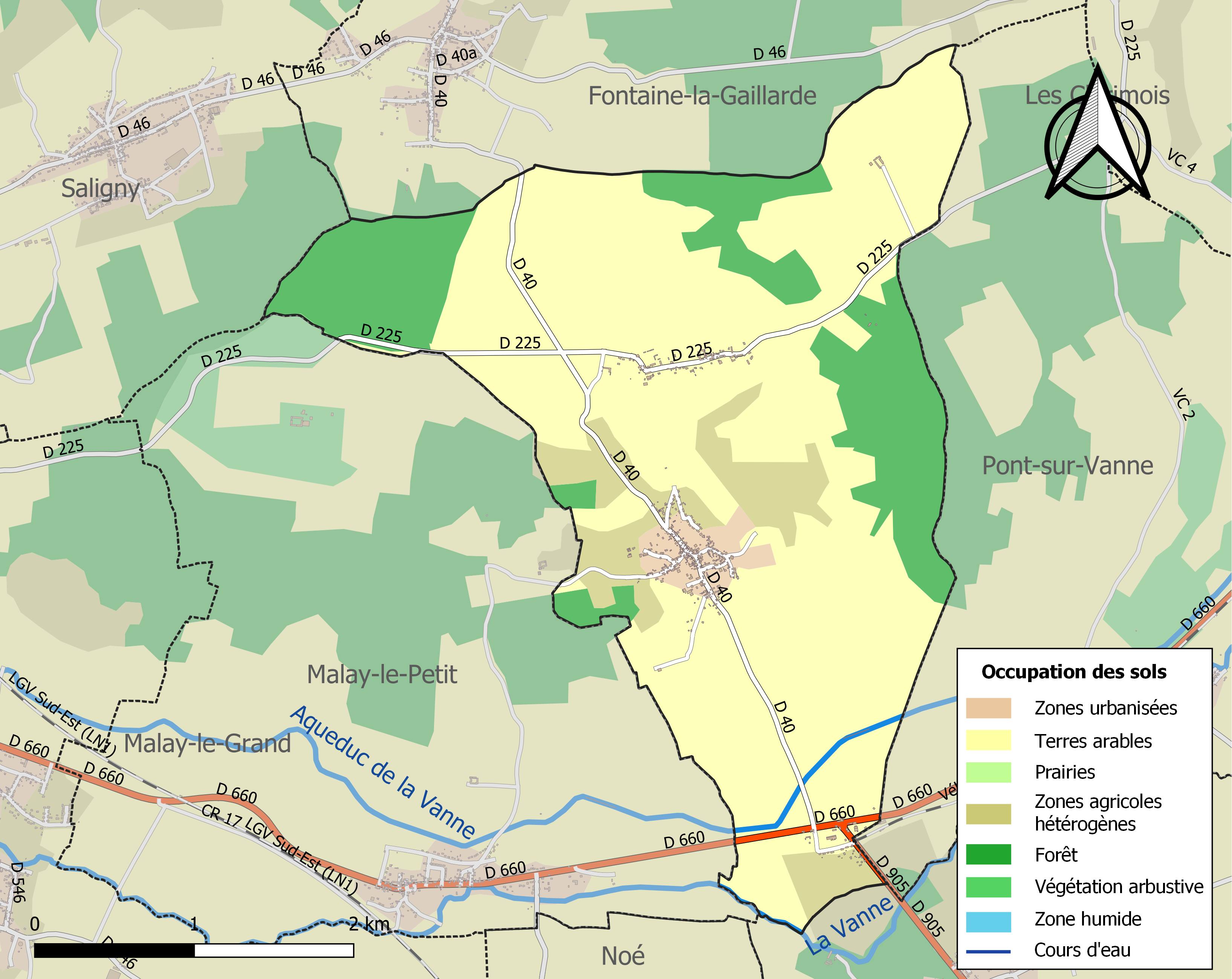
Carte des infrastructures et de l'occupation des sols de la commune en 2018 (CLC).

## Histoire
La paroisse peut tirer son nom d'un domaine possédé par un prénommé Louis. Ce prénom est l'équivalent tardif de celui de Clovis. Il faut dès lors songer à l'existence proche d'un palais royal mérovingien à Malay-le-Roi (auj. le-Petit). Le village appartiendra d'ailleurs, à l'instar des épaves d'éléments fonciers de la Couronne, à la châtellenie qui succédera à cet ancien palais. Un lignage de chevaliers y réside au Moyen Âge. Ce lignage a possédé un fief à l'intérieur de l'enceinte de Sens (fief de la porte Formeau).
En 959, le Duc Helpon, commandant des Saxons avait annoncé audacieusement qu'il brûlerait toutes les églises des environs de Sens et qu'il viendrait planter sa lance sur la porte de Saint Léon (actuellement Notre-Dame) mais il fut tué lors d'un combat contre l'armée de Raynard, Comte de Sens, dans la plaine de Villiers Louis.
Le village a été fortifié au milieu du XVIe siècle. Il abrite alors une population paysanne et des artisans. On connaît sur le finage un mineur (de fer ?) au XVIe siècle, travaillant certainement au profit de la forge sise à Theil.
Son château fut la propriété d'une partie de la nombreuse descendance du dernier seigneur châtelain de Malay-le-Roi : les Hanoteau (XVIe), et leurs descendants (XVIIe).
Le finage accueille le fief de La Chatière, propriété des Périgois, de Sens.
Le 8 mars 1789, le Tiers État rédige son cahier de doléances et élit ses députés.
Au cours de la Révolution française, la commune fut provisoirement renommée Villiers-Libre.

## Politique et administration
| Période | Période  | Identité           | Étiquette | Qualité |
| ------- | -------- | ------------------ | --------- | ------- |
| 1977    | 1989     | Louis Gaujard      |           |         |
| 1989    | 2001     | Maurice Prince     |           |         |
| 2001    | 2014     | Joël Fenart,       |           |         |
| 2014    | En cours | Jean-Louis Gaujard |           |         |

## Démographie
L'évolution du nombre d'habitants est connue à travers les recensements de la population effectués dans la commune depuis 1793. Pour les communes de moins de 10 000 habitants, une enquête de recensement portant sur toute la population est réalisée tous les cinq ans, les populations de référence des années intermédiaires étant quant à elles estimées par interpolation ou extrapolation. Pour la commune, le premier recensement exhaustif entrant dans le cadre du nouveau dispositif a été réalisé en 2008.

En 2022, la commune comptait 463 habitants, en évolution de +2,89 % par rapport à 2016 (Yonne : −1,95 %, France hors Mayotte : +2,11 %).
| 1793 | 1800 | 1806 | 1821 | 1831 | 1836 | 1841 | 1846 | 1851 |
| ---- | ---- | ---- | ---- | ---- | ---- | ---- | ---- | ---- |
| 358  | 360  | 343  | 417  | 456  | 463  | 500  | 565  | 528  |

| 1856 | 1861 | 1866 | 1872 | 1876 | 1881 | 1886 | 1891 | 1896 |
| ---- | ---- | ---- | ---- | ---- | ---- | ---- | ---- | ---- |
| 535  | 553  | 571  | 569  | 529  | 552  | 502  | 471  | 432  |

| 1901 | 1906 | 1911 | 1921 | 1926 | 1931 | 1936 | 1946 | 1954 |
| ---- | ---- | ---- | ---- | ---- | ---- | ---- | ---- | ---- |
| 395  | 319  | 315  | 273  | 277  | 301  | 289  | 291  | 279  |

| 1962 | 1968 | 1975 | 1982 | 1990 | 1999 | 2006 | 2008 | 2013 |
| ---- | ---- | ---- | ---- | ---- | ---- | ---- | ---- | ---- |
| 253  | 257  | 220  | 277  | 311  | 367  | 438  | 459  | 445  |

| 2018 | 2022 | - | - | - | - | - | - | - |
| ---- | ---- | - | - | - | - | - | - | - |
| 464  | 463  | - | - | - | - | - | - | - |

## Culture locale et patrimoine

### Lieux et monuments

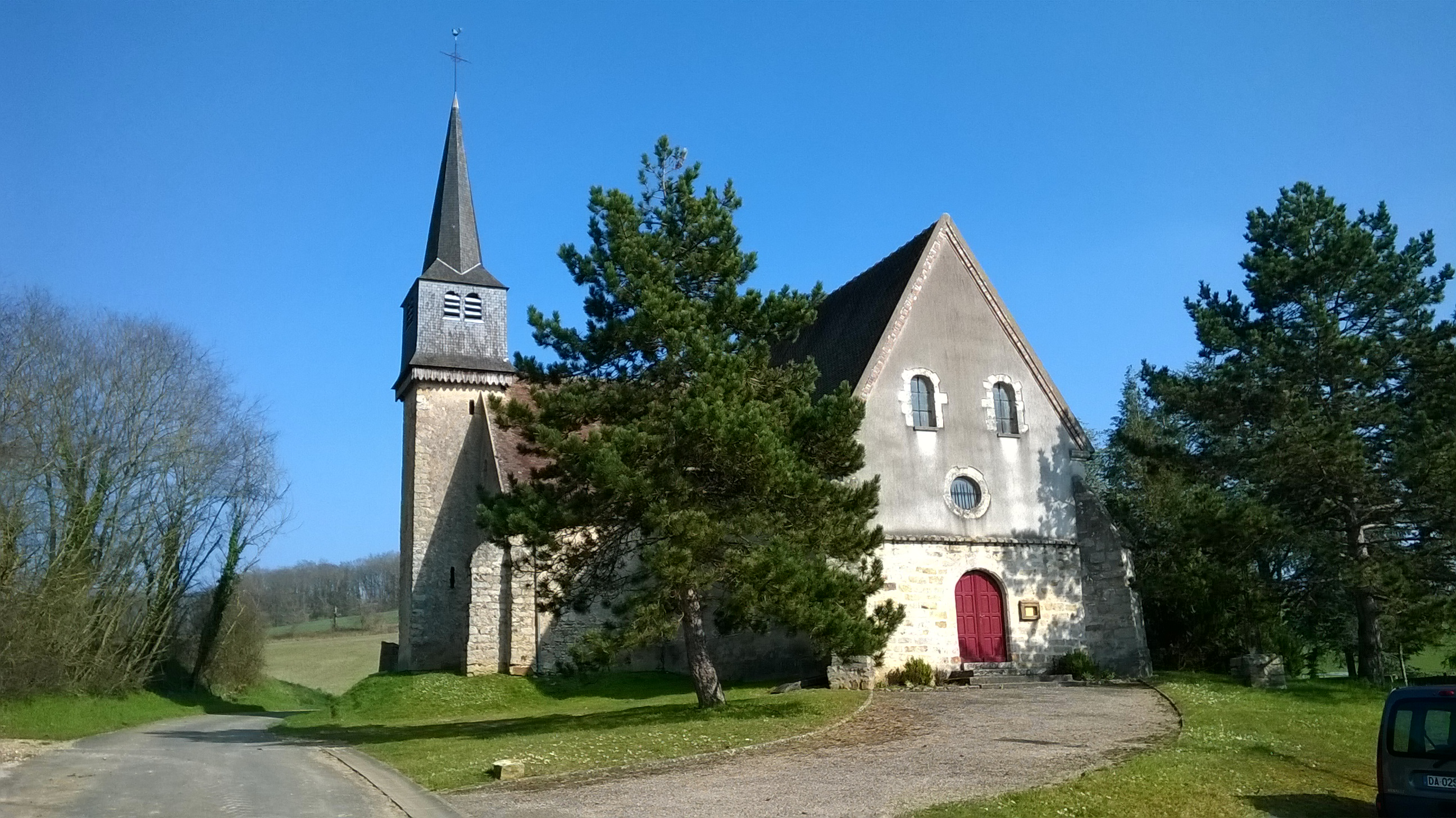
Église Saint-Martin XVIe siècle.
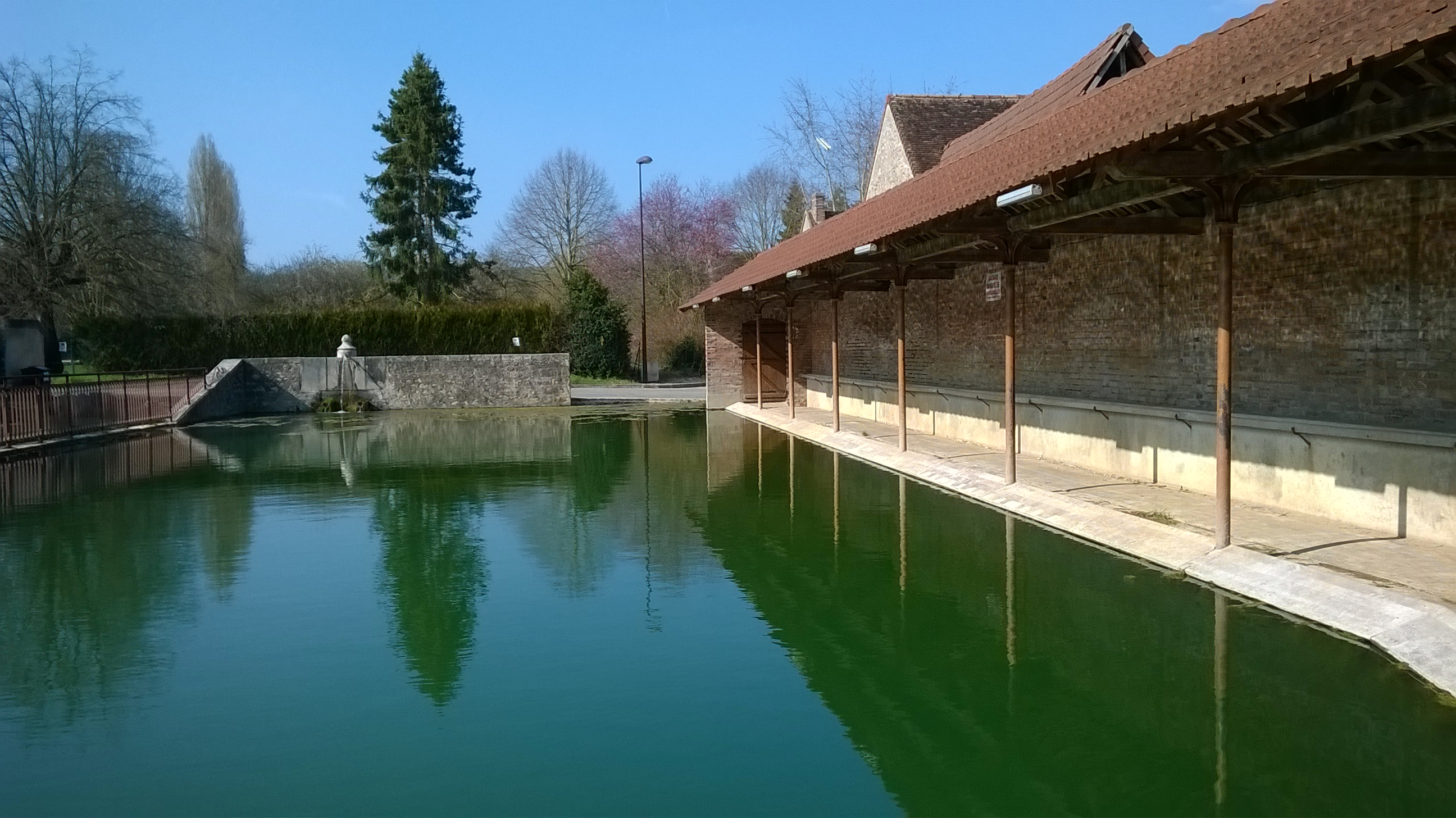
Lavoir.

### Héraldique
| Blason de Villiers-Louis | Blason  | De gueules au chevron renversé d'argent surmonté de trois épis de blé d'or, posés en bande, pal et barre ; au chef cousu* de sinople chargé d'une épée d'or posée en fasce.                                   |
| Blason de Villiers-Louis | Détails | * Ces armes emploient le terme « cousu » dans le seul but de contrevenir à la règle de contrariété des couleurs : elles sont fautives (sinople sur gueules). Le statut officiel du blason reste à déterminer. |

## Pour approfondir